# الکساندر چوالدین
الکساندر چوالدین (روسی: Александр Григорьевич Чухалдин؛ ۲۷ اوت ۱۸۹۲ – ۲۰ ژانویهٔ ۱۹۵۱) رهبر (موسیقی)، آهنگساز، و مربی موسیقی اهل روسیه بود. اولین کار حرفه‌ای خود را در کشور خود انجام داد ولی بعد از سال ۱۹۲۷ در کانادا به فعالیت هنری پرداخت.
آهنگ‌های ترکیبی او بیش از ۳۰ اثر می‌باشد که برای ارکستر تنظیم شده‌است. او همچنین ۵ قطعه برای تکنوازی ویلون تنظیم کرد که در استرالیا منتشر شد.

## زندگی
الکساندر گرگورویچ چوالدین از کودکی نابغه بود و در هشت سالگی در کنسرواتوار مسکو شروع به آموختن ویولن زیر نظر جولیوس کنوس کرد.
او اولین کنسرت خود را در سن ۹ سالگی اجرا کرد و به سرعت بر روی سن‌های کنسرت شروع به فعالیت کرد.
در سال ۱۹۰۹ در تئاتر بلشوی به عنوان ۳ ویلونسیت برتر برنامه اجرا کرد.
در سال ۱۹۱۳ به ارکستر اپرای امپریال در تالار بولشوی پیوست. او در نهایت از ۱۹۲۲ تا ۱۹۲۴ به عنوان رهبر ارکستر فعالیت کرد.
در سال ۱۹۲۳ به کنسرواتورار مسکو رفت و ۲ سال را در آنجا سپری کرد.
در سال ۱۹۲۴ تنها با یک ویلون طریق هاربین به چین فرار کرد و در آنجا با اجرای یک تور بزرگ موسیقی در سال ۱۹۲۵ در سراسر آسیا، استرالیا و نیوزلند به موفقیت رسید.
همسر او آنته نوازنده پیانو بود و با او فعالیت می‌کرد.
در سال ۱۹۲۷ به کانادا نقل مکان کرد و به‌طور خصوصی شروع به تدریس کرد و در شهر تورنتو آموزش می‌داد. در نهایت برای پیوستن به دانشکده کنسرواتوار موسیقی تورنتو از او دعوت شد، جایی که او به نوازندگان برجسته مانند مورای آداسکین، هری برگارت، ایسیدور دسر، بتی آن فیشر بایفیلد، هیمان گودمن، بلین ماته، آلبرت پراتز و ایوان رومانف، موسیقی را آموزش می‌داد.
او به عنوان رهبر ارکسترهای رادیویی نیز فعالیت کرد. اولین بار در دهه ۱۹۳۰ با رادیوی کانادا وارد فعالیت شد و سپس به‌طور گسترده برای شرکت پخش تلویزیونی کانادیی در برنامه‌های رادیویی مانند CBC شروع به کار کرد.
او در سال ۱۹۴۱ رهبری ارکستر سمفونی تورنتو را به عهده گرفت.
در سال ۱۹۳۶ رهبر ارکستر سمفونی نیویورک شد.

## درگذشت
الکساندر گرگورویچ چوالدین هیچوقت از کار بازنشسته نشد و در سر انجام در ویکتوریا در کانادا در سن ۵۸ سالگی چشم از جهان فروبست.